# Каварна (родовище)
Каварна — офшорне газове родовище, розташоване у болгарському секторі Чорного моря за кілька десятків кілометрів на південний схід від Варни.

## Загальний опис
Родовище відкрили у 2008 році внаслідок спорудження самопідіймальною буровою установкою GSP Prometeu свердловини Kavarna-1, закладеної в районі з глибиною моря 50 метрів. Вона була пробурена до глибини у 884 метра та на позначці у 801 метр перетнула цільовий резервуар у відкладеннях мастрихтського ярусу та палеоцену, де газовий каротаж підтвердив наявність газонасичених порід. Втім, через загрозу викиду газу цю свердловину довелось заглушити так і не провівши тестування. Тому того ж року GSP Prometeu провело буріння свердловини Kavarna-2, котра зустріла палеоценовий газонасичений інтервал завтовшки 38 метрів із пористістю на рівні 27 %.
Станом на 2011 рік запаси родовища оцінювали у 0,77 млрд м3.
Розробку родовища вирішили провадити через розвідувальну свердловину Kavarna-2 без встановлення платформи. 2010 року трубоукладальне судно GSP Bigfoot 1 проклало газопровід довжиною 8,5 км та діаметром 150 мм від фонтанної арматури Kavarna-2 до платформи розташованого західніше родовища Галата. Для переходу траси газопроводу над телекомунікаційними кабелями судно GSP Prince, обладнане дистанційно керованими підводними апаратами, облаштувало захисну бетонну подушку.
Втім, вже у 2014 році видобуток на Каварні припинився.